# Повіт Сімо-Ніїкава
Пові́т Сімо́-Ніїка́ва (яп. 下新川郡, しもにいかわぐん, МФА: [ɕimo niːkawa guɴ]) — повіт в префектурі Тояма, Японія.